# Basketbol Süper Ligi
La Basketbol Süper Ligi, nota anche come BSL, è la massima serie del campionato turco di pallacanestro.

## Storia
La prima gara ufficiale di pallacanestro venne giocata in Turchia al Robert College di Istanbul nel 1904. Il Liceo Galatasaray formò la prima squadra nel 1911, e nel 1913 venne formato il Fenerbahçe.
Una lega non ufficiale venne creata, sempre ad Istanbul nel 1927, precursore di una lega regionale creata nel 1933.
A partire dal 1946 il titolo nazionale venne organizzato tra i club di Istanbul, Ankara e Smirne.
L'attuale campionato venne creato il 3 dicembre 1966 dalla federazione cestistica della Turchia.

## Formato
Dal 2005-06, è organizzata in un girone all'italiana di 16 squadre con partite di andata e ritorno. Le ultime due retrocedono nella Türkiye Basketbol Ligi, mentre le prime otto prendono parte ai play-off per il titolo nazionale.

## Albo d'oro

### Türkiye Basketbol Şampiyonası
- 1946  Beykozspor
- 1947  Galatasaray
- 1948  Galatasaray
- 1949  Galatasaray
- 1950  Galatasaray
- 1951  Harbiye
- 1952  Harbiye
- 1953  Galatasaray
- 1954  Modaspor
- 1955  Galatasaray e  Modaspor
- 1956  Galatasaray
- 1957  Fenerbahçe
- 1958  Modaspor
- 1959  Fenerbahçe
- 1960  Galatasaray
- 1961  Darüşşafaka
- 1962  Darüşşafaka
- 1963  Galatasaray
- 1964  Galatasaray
- 1965  Fenerbahçe
- 1966  Galatasaray
- 1967  Altınordu

### Türkiye 1. Basketbol Ligi
- 1966-1967  Altınordu
- 1967-1968  İTÜ Istanbul
- 1968-1969  Galatasaray
- 1969-1970  İTÜ Istanbul
- 1970-1971  İTÜ Istanbul
- 1971-1972  İTÜ Istanbul
- 1972-1973  İTÜ Istanbul
- 1973-1974  Muhafızgücü
- 1974-1975  Beşiktaş
- 1975-1976  Eczacıbaşı
- 1976-1977  Eczacıbaşı
- 1977-1978  Eczacıbaşı
- 1978-1979  Efes Pilsen
- 1979-1980  Eczacıbaşı
- 1980-1981  Eczacıbaşı
- 1981-1982  Eczacıbaşı
- 1982-1983  Efes Pilsen
- 1983-1984  Efes Pilsen
- 1984-1985  Galatasaray
- 1985-1986  Galatasaray
- 1986-1987  Karşıyaka
- 1987-1988  Eczacıbaşı
- 1988-1989  Eczacıbaşı
- 1989-1990  Galatasaray
- 1990-1991  Fenerbahçe
- 1991-1992  Efes Pilsen
- 1992-1993  Efes Pilsen
- 1993-1994  Efes Pilsen
- 1994-1995  Ülkerspor
- 1995-1996  Efes Pilsen
- 1996-1997  Efes Pilsen
- 1997-1998  Ülkerspor
- 1998-1999  Tofaş Bursa
- 1999-2000  Tofaş Bursa
- 2000-2001  Ülkerspor
- 2001-2002  Efes Pilsen
- 2002-2003  Efes Pilsen
- 2003-2004  Efes Pilsen
- 2004-2005  Efes Pilsen
- 2005-2006  Ülkerspor
- 2006-2007  Fenerbahçe
- 2007-2008  Fenerbahçe
- 2008-2009  Efes Pilsen
- 2009-2010  Fenerbahçe
- 2010-2011  Fenerbahçe
- 2011-2012  Beşiktaş
- 2012-2013  Galatasaray
- 2013-2014  Fenerbahçe
- 2014-2015  Karşıyaka

### Basketbol Süper Ligi
- 2015-2016  Fenerbahçe
- 2016-2017  Fenerbahçe
- 2017-2018  Fenerbahçe
- 2018-2019  Anadolu Efes
- 2019-2020 non assegnato
- 2020-2021  Anadolu Efes
- 2021-2022  Fenerbahçe
- 2022-2023  Anadolu Efes
- 2023-2024  Fenerbahçe
- 2024-2025  Fenerbahçe

## Vittorie per club
| Club         | Titolo | Città    | Anno                                                                                           |
| ------------ | ------ | -------- | ---------------------------------------------------------------------------------------------- |
| Anadolu Efes | 16     | Istanbul | 1979, 1983, 1984, 1992, 1993, 1994, 1996, 1997, 2002, 2003, 2004, 2005, 2009, 2019, 2021, 2023 |
| Galatasaray  | 16     | Istanbul | 1947, 1948, 1949, 1950, 1953, 1955, 1956, 1960, 1963, 1964, 1966, 1969, 1985, 1986, 1990, 2013 |
| Fenerbahçe   | 15     | Istanbul | 1957, 1959, 1965, 1991, 2007, 2008, 2010, 2011, 2014, 2016, 2017, 2018, 2022, 2024, 2025       |
| Eczacıbaşı   | 8      | Istanbul | 1976, 1977, 1978, 1980, 1981, 1982, 1988, 1989                                                 |
| İTÜ Istanbul | 5      | Istanbul | 1968, 1970, 1971, 1972, 1973                                                                   |
| Alpella      | 4      | Istanbul | 1995, 1998, 2001, 2006                                                                         |
| Modaspor     | 3      | Istanbul | 1954, 1955, 1958                                                                               |
| Karşıyaka    | 2      | Smirne   | 1987, 2015                                                                                     |
| Beşiktaş     | 2      | Istanbul | 1975, 2012                                                                                     |
| Tofaş Bursa  | 2      | Bursa    | 1999, 2000                                                                                     |
| Darüşşafaka  | 2      | Istanbul | 1961, 1962                                                                                     |
| Altınordu    | 2      | Smirne   | 1967, 1967                                                                                     |
| Harbiye      | 2      | Ankara   | 1951, 1952                                                                                     |
| Muhafızgücü  | 1      | Ankara   | 1974                                                                                           |
| Beykozspor   | 1      | Beykoz   | 1946                                                                                           |

## Premi
- Basketbol Süper Ligi MVP finali